# Đội tuyển Fed Cup Ecuador
Đội tuyển Fed Cup Ecuador đại diện Ecuador ở giải đấu quần vợt Fed Cup và được quản lý bởi Liên đoàn Quần vợt Ecuador. Đội hiện tại thi đấu ở Nhóm II khu vực châu Mỹ.

## Lịch sử
Ecuador tham gia kì Fed Cup đầu tiên vào năm 1972. Thành tích tốt nhất của họ là vào vòng 16 đội trong năm đầu ra mắt.